# プリメーラ・ディビシオン (アルゼンチン)1898
チャンピオンシップ・カップ1898 (Championship Cup 1898)は、アマチュア時代におけるアルゼンチンのサッカーリーグ1部、プリメーラ・ディビシオンの第6回目のシーズンである。主催団体は「アルゼンチン・アソシエーション・フットボールリーグ」(Argentine Association Football League)。ローマスACが5回目の優勝を決めた。

## 概要
7チームによるホーム・アンド・アウェー2回戦総当たり・全12節のリーグ戦。昨季出場した7チームからベルグラーノBとフローレスACが離脱した。代わってユナイテッド・バンクスが新規加盟、ロボスACが再加盟した。

## 結果

### レギュラーシーズン
| 順 | チーム                 | 試 | 勝 | 分 | 敗 | 得 | 失 | 差  | 点 | 出場権 |
| -- | ---------------------- | -- | -- | -- | -- | -- | -- | --- | -- | ------ |
| 1  | ローマスAC (C)         | 12 | 8  | 4  | 0  | 20 | 4  | +16 | 20 |        |
| 2  | ロボスAC               | 12 | 9  | 2  | 1  | 21 | 6  | +15 | 20 |        |
| 3  | ベルグラーノAC         | 12 | 8  | 1  | 3  | 24 | 10 | +14 | 17 |        |
| 4  | ラヌース               | 12 | 6  | 1  | 5  | 29 | 12 | +17 | 13 |        |
| 5  | ユナイテッド・バンクス | 12 | 4  | 2  | 6  | 16 | 20 | −4  | 10 |        |
| 6  | パレルモAC             | 12 | 2  | 0  | 10 | 10 | 47 | −37 | 4  |        |
| 7  | バンフィエルドAC       | 12 | 0  | 0  | 12 | 3  | 24 | −21 | 0  |        |

### 優勝決定戦
全日程を終えてローマスACとロボスACが勝ち点20で並んだため、2年連続で優勝決定戦にもつれ込んだ。今回は1試合で決着がつき、ホームのローマスACが勝って連覇を決めた。
| 1898年4月28日 |

| ローマスAC | 1−0      | ロボスAC |
|            | レポート |          |

| バーカー・メモリアル・スクール, ローマス・デ・サモーラ |